# Crioceratites
A Crioceratites a fejlábúak (Cephalopoda) osztályának fosszilis Ammonitida rendjébe, ezen belül a Crioceratitidae családjába tartozó nem.

## Tudnivalók
A Crioceratites-fajok a kora kréta korhoz tartozó valangini nevű korszak végétől, egészen a barremi korszak végéig léteztek, azaz 136,4-125 millió évvel ezelőtt.
Maradványaikat a következő kontinenseken és országokban találták meg: Antarktisz, Európa, Afrika, Ázsia, Észak-Amerika és Dél-Amerika; az utóbbin Argentínában, Chilében és Kolumbiában.

## Rendszerezés
A nembe az alábbi 2-3 alnem és 21-26 faj tartozik:
- Crioceratites (Crioceratites) Leveillé, 1837
  - Crioceratites australis Klinger & Kennedy, 1992
  - Crioceratites yrigoyeni Leanza, 1970
- Crioceratites (Emericiceras) Sarkar, 1954
  - Crioceratites barremense Kilian, 1895
  - Crioceratites imlayi Sarkar, 1955
  - Crioceratites thiollierei Astier, 1851

Az alábbi fajok még nincsenek alnemekbe foglalva:
- Crioceratites andersoni Sarkar, 1955
- Crioceratites barrabei Sarkar, 1955
- Crioceratites bituberculatus d'Orbigny, 1842
- Crioceratites coniferus Busnardo, 2003
- Crioceratites duvalii Léveillé, 1837
- Crioceratites emerici Leveille, 1835
- Crioceratites heterocostatus Mandov, 1976
- Crioceratites krenkeli Sarkar, 1955
- Crioceratites latus Gabb, 1864
- Crioceratites leivaensis Kakabadze & Hoedemaeker, 1997
- Crioceratites loryi Sarkar, 1955
- Crioceratites panescorsii Astier, 1851
- Crioceratites portarum Etayo-Serna, 1968
- Crioceratites tehamaensis Anderson, 1938
- Crioceratites tener Kakabadze & Thieuloy, 1991
- Crioceratites yollabollium Anderson, 1938

Meglehet, hogy az alábbi taxonok ma már szinonimák vagy más nemek tagjai:
- Crioceras dilatatum d'Orbigny, 1840
- Crioceras munieri Sarasin & Schondelmayer, 1902
- Crioceras obliquatum d'Orbigny, 1840
- Crioceras simplex d'Orbigny, 1840

- Crioceras (Acanthodiscus) Uhlig, 1900
  - Crioceras hammatoptychum Uhlig, 1883

### Fordítás
- Ez a szócikk részben vagy egészben  a   Crioceratites című angol Wikipédia-szócikk ezen változatának fordításán alapul.  Az eredeti cikk szerkesztőit annak laptörténete sorolja fel. Ez a jelzés csupán a megfogalmazás eredetét és a szerzői jogokat jelzi, nem szolgál a cikkben szereplő információk forrásmegjelöléseként.